# Mike Herrera
Michael Arthur Herrera (Bremerton, Washington, 6 de novembro de 1976) é um músico de punk rock estadunidense. Atualmente, é compositor, baixista e vocalista da banda MxPx e baixista da banda Goldfinger. Em 1992, quando ainda estava no colegial, Mike formou uma banda com Andy Husted e Yuri Ruley. Andy Husted foi substituído por Tom Wisniewski na guitarra dois anos mais tarde. Mike se casou com Holli em 2001. Os dois residem atualmente em Bremerton.